# 21610 Rosengard
A 21610 Rosengard (ideiglenes jelöléssel 1999 JE48) a Naprendszer kisbolygóövében található aszteroida. A LINEAR projekt keretében fedezték fel 1999. május 10-én.